# Wióry osikowe
Wióry osikowe – typ pokrycia dachowego stosowanego przy układaniu dachów wiórowych. Są to zazwyczaj miniaturowe strugane deseczki wykonywane z drewna osikowego. Popularność akurat tego typu drewna wynika z tego że wolno wchłania ono wodę i swoim zapachem odstrasza szkodniki. Trwałość wiórów wzmacnia dodatkowo specjalny sposób ich wykonania wzdłuż włókien drewna.
Pokrycie dachowe z wiórów osikowych można kłaść na podłożu z:
- desek zaimpregnowanych uprzednio przed grzybami,
- desek pokrytym papą,
- kontra łat,
- łat

Standardowy rozmiar deseczek osikowych to od 30 do 40 cm długości oraz 8 do 10 cm szerokości. Rozmiary wiórów czynią cały proces układania bardzo czasochłonnym i wymaga sporego doświadczenia. Zazwyczaj do ułożenia 1 m² pokrycia zużywa się około 350 gwoździ. Po zakończeniu układania dach chroniony jest przez pokrycie składające się z od pięciu do dziesięciu warstw wiórów osikowych. Obecnie spotyka się już wióry o profilowanych krawędziach, które ułatwiają proces układania pokrycia.
Zalety pokrycia z wiórów osikowych:
- Długa trwałość nawet do 40 lat i więcej
- nadzwyczajna szczelność pokrycia przy zachowaniu paroprzepuszczalności
- niewielka masa pokrycia

Wady pokrycia z wiórów osikowych:
- Wymagają impregnacji
- Ich ułożenie jest bardzo praco i czasochłonne
- Wymagają stałej uwagi i konserwacji

Podstawą ochrony pokrycia z wiórów osikowego jest usuwanie znajdujących się na dachu liści. O poważniejszej konserwacji dachu należy pomyśleć już rok po jego ułożeniu. Wskazana jest również impregnacja dachu środkiem ognioochronnym, zaś po dwóch latach należy odnowić ochronę przeciw grzybom i szkodnikom. W tym czasie pokrycie zdąży wyschnąć i przybierze srebrzystoszary kolor, który z roku na rok będzie ciemnieć.
Wymiana uszkodzonych fragmentów pokrycia jest trudna, gdyż wiąże się ona z usunięciem sporej części pokrycia otaczającego uszkodzone miejsce.